# Ihor Nadiejin
Ihor Ołeksandrowycz Nadiejin, ukr. Ігор Олександрович Надєїн, ros. Игорь Александрович Надеин, Igor Aleksandrowicz Nadiein (ur. 3 marca 1948 w Tule, Rosyjska FSRR, zm. 25 grudnia 2014) – ukraiński piłkarz, grający na pozycji pomocnika, a wcześniej napastnika, trener piłkarski.

## Kariera piłkarska

### Kariera klubowa
W 1966 rozpoczął karierę piłkarską w rodzinnym Mietałłurgu Tuła. Na koniec przyszłego roku, młody zawodnik przeszedł do stolicy Mołdawskiej Socjalistycznej Republiki Radzieckiej, gdzie spędził znaczną część (10 lat) jego piłkarskiej kariery w klubie Mołdowa Kiszyniów, który później zmienił nazwę na Nistru. W 1978 roku został zaproszony do Spartaka Moskwa, który był w tamtym czasie obok Dynama Kijów jednym z grandów radzieckiej piłki nożnej. Jednak w Moskwie nie udało się zagrać w pierwszej drużynie ze względu na przeniesione wcześniej kontuzje oraz konieczność ukończenia studiów w Państwowym Instytucie Pedagogicznym w Kiszyniowie.
Dopiero w 1980 roku powrócił do gry w Kołosie Nikopol. W pierwszej lidze mistrzostw ZSRR w 1980 i 1981 zespół zajmował piąte miejsce! W 1980 po pierwszej rundzie sztab szkoleniowy i piłkarze Kołosa, w tym Nadiejin, zostali oddelegowani w Dnipro Dniepropetrowsk, aby uratować obwodowy klub przed spadkiem z Wyższej ligi radzieckiej. Nikopolcy pomogli Dniepru: w drugiej rundzie mistrzostw ZSRR sezonu 1981 zespół zajął końcową 8 lokatę, a w 1982 roku Nadiejin został uhonorowany tytułem Mistrza Sportu za wyjście Dnipra w półfinał Pucharu ZSRR.
Po sezonie 1982 roku 34-letni piłkarz zdecydował się zakończyć karierę piłkarską.

## Kariera trenerska
Po zakończeniu kariery piłkarską rozpoczął pracę szkoleniową. W 1983 pomagał Jewhenowi Kuczerewskiemu trenować Kołos Nikopol. Od 1984 do 1986 roku studiował w Wyższej Szkole Trenerskiej w Moskwie. W 1987 roku również pomagał Kuczerewskiemu trenować tym razem Dnipro Dniepropetrowsk, szkolił drużynę rezerwową Dnipra, która zdobyła złote medale mistrzostw ZSRR. W 1988 Nadiejin przyjął "tonący" w pierwszej lidze radzieckiej Metałurh Zaporoże. Potem jeszcze wiele razy będzie musiał odgrywać rolę "trenera-ratownika". Metałurh utrzymał się w pierwszej lidze, a po sezonie-89 zdobył awans do Wyższej Ligi ZSRR, gdzie sprawnie reprezentował Zaporoże w ciągu ostatnich dwóch mistrzostw ZSRR, a następnie w pierwszych mistrzostwach Ukrainy.
Potem Nadiejin uratował przed spadkiem z ukraińskiej Wyższej Ligi Krywbas Krzywy Róg, w ciągu kolejnych dwóch lat z sukcesem prowadził Torpedo Zaporoże. Ponadto, przez jeden sezon kierował klubem Constructorul Kiszyniów, który zajął 2. miejsce w lidze mołdawskiej oraz zdobył Puchar kraju i udział w rozgrywkach Pucharu UEFA.
I znowu, przez dwa lata - trener Torpeda Zaporoże. W 2002 roku ponownie przez pół roku zarządzał Krywbasem Krzywy Róg, aby uratować przed spadkiem z Wyższej Ligi. A z końcem tego samego roku 2002 do maja 2004 r. pracował w Metałurhu Zaporoże na różnych stanowiskach - głównego trenera pierwszej i drugiej drużyny oraz dyrektora sportowego. Latem 2004 objął stanowisko głównego trenera w Heliosie Charków. W lipcu 2007 ponownie wrócił do pracy w Heliosie Charków.
Zmarł 25 grudnia 2014.

## Sukcesy i odznaczenia

### Sukcesy klubowe
- wicemistrz Pierwszej ligi ZSRR: 1973

### Sukcesy trenerskie
- brązowy medalista Pierwszej ligi ZSRR: 1990
- wicemistrz Mołdawii: 1999
- zdobywca Pucharu Mołdawii: 1999

### Odznaczenia
- tytuł Mistrza Sportu ZSRR: 1982
- tytuł Zasłużonego Trenera Ukrainy: 1991